# メキシコサボテン公園
メキシコサボテン公園・サラバンダ（メキシコサボテンこうえん―）は、沖縄県糸満市にかつて存在したレジャーランドである。岩崎産業が経営した。
同施設は、1993年（平成5年）3月12日にオープンし、園内にはメキシコから取り寄せたサボテン15万本、800種類が植えられた。マリアッチの生演奏や、サボテン料理などが名物だったが開業当時から客足は伸びず、1999年（平成11年）9月で閉園した。
その後は長い間手つかずの廃墟として残されていたが、2011年11月、跡地に公益財団法人沖縄平和祈念墓苑管理協会による大型墓地「沖縄清明の丘公園」がオープンした。サボテンなどサラバンダ時代のものはほとんど残っていないが、当時のエントランスの建物のみ管理棟として改装した形で残されている。